# شاين وندغرين
شاين وندغرين (بالإنجليزية: Shane Lundgren)‏ هو مستكشف أمريكي، ولد في 21 مارس 1961 في بالو ألتو في الولايات المتحدة.